# Principales características de los seres vivos
Las principales características de los seres vivos son los atributos biológicos que deben cumplir todos los seres vivos para ser considerados como tales.

## Organización de los seres vivos

Célula eucariota (animal).

Célula procariota.

Un ser vivo es resultado de una organización muy precisa; en su interior se realizan varias actividades al mismo tiempo relacionadas entre sí. Todos los seres vivos está conformado por células y poseen una organización específica y compleja a la vez. 
La célula es la unidad fundamental de la vida, algunos individuos pueden ser unicelulares (de una sola célula) o pluricelulares (dos o más células). Pueden ser eucariotas (con núcleo y orgánulos), procariotas (sin núcleo) o también un nuevo tipo como Parakaryon. 
Todos los organismos descienden en última instancia de un antepasado común universal.

## Regulación de su medio interno (homeostasis)
La homeostasis es el proceso en el cual un organismo mantiene reguladas sus funciones vitales, de tal manera que si llegara a fallar alguna función, el organismo podría perder la vida.

## Relación o irritabilidad
La función de relación es una de las características esenciales y diferenciadoras de los seres vivos. Un ser vivo percibe los estímulos, tales como cambio de la temperatura, del pH, de la cantidad de agua, luz, sonido, etc., y reacciona en consecuencia para producir las modificaciones en su funcionamiento que son necesarias para garantizar el mantenimiento de su homeostasis y por lo tanto la preservación de su vida.
La reacción a ciertos estímulos (sonidos, olores, etc.) del medio ambiente constituye la función de respuesta a los estímulos. Por lo general los seres vivos no son estáticos, sino que se adaptan, generan respuestas y cambios frente a modificaciones en el medio ambiente, y responden a cambios físicos o químicos, tanto en el medio externo como en el interno. La respuesta a los estímulos es una característica de todos los seres vivos que les permite adaptarse a los cambios ambientales de temperatura, humedad, intensidad de luz, presión atmosférica, olor, sed, hambre o cualquier tipo de sensación, para mantenerse íntegros, vivos y homeoestables.

## Metabolismo
El fenómeno de metabolismo permite a los seres vivos procesar los nutrientes presentes en el ambiente para obtener energía y mantener sus funciones homeostáticas, utilizando una cantidad de nutrientes y almacenando el resto para situaciones de escasez de los mismos. En el metabolismo se efectúan dos procesos fundamentales:
- Anabolismo: Es cuando se transforman las sustancias sencillas de los nutrientes en sustancias complejas.
- Catabolismo: Cuando se desdoblan las sustancias complejas de los nutrientes con ayuda de enzimas en moléculas más sencillas. Esto conlleva un gran consumo de energía.

Durante el metabolismo se realizan reacciones químicas y de producción de energía que hacen posible el crecimiento del ser vivo, su autorreparación y la liberación de energía necesaria para mantener la vida del organismo. Es imposible que pueda existir, mantenerse o generarse vida sin energía. 
A estas reacciones las denominamos procesos metabólicos:
- El  ciclo material,  es decir, los cambios químicos de sustancia en los distintos períodos del ciclo vital, tales como el crecimiento, equilibrio y reproducción.
- El  ciclo energético, o sea, la transformación de la energía química de los alimentos en calor cuando el animal está en reposo, o bien en calor y trabajo mecánico cuando realiza actividad muscular, así como la transformación de la energía lumínica en energía química en las plantas. En los organismos heterótrofos, las sustancias y la energía se obtienen de los alimentos. Estos actúan formando la sustancia propia para crecer, mantenerse y reparar el desgaste, suministran energía y proporcionan las sustancias reguladoras del metabolismo.

## Desarrollo y crecimiento
Una característica principal de los seres vivos es que estos crecen. Los seres vivos (organismos) requieren de nutrientes (alimentos) para poder realizar sus procesos metabólicos que los mantienen vivos, al aumentar el volumen de materia viva, el organismo logra su crecimiento. El desarrollo es la adquisición de nuevas características. Sin embargo, esta característica se relaciona únicamente a los organismos pluricelulares; debido a que no es posible que un organismo unicelular crezca.

## Reproducción

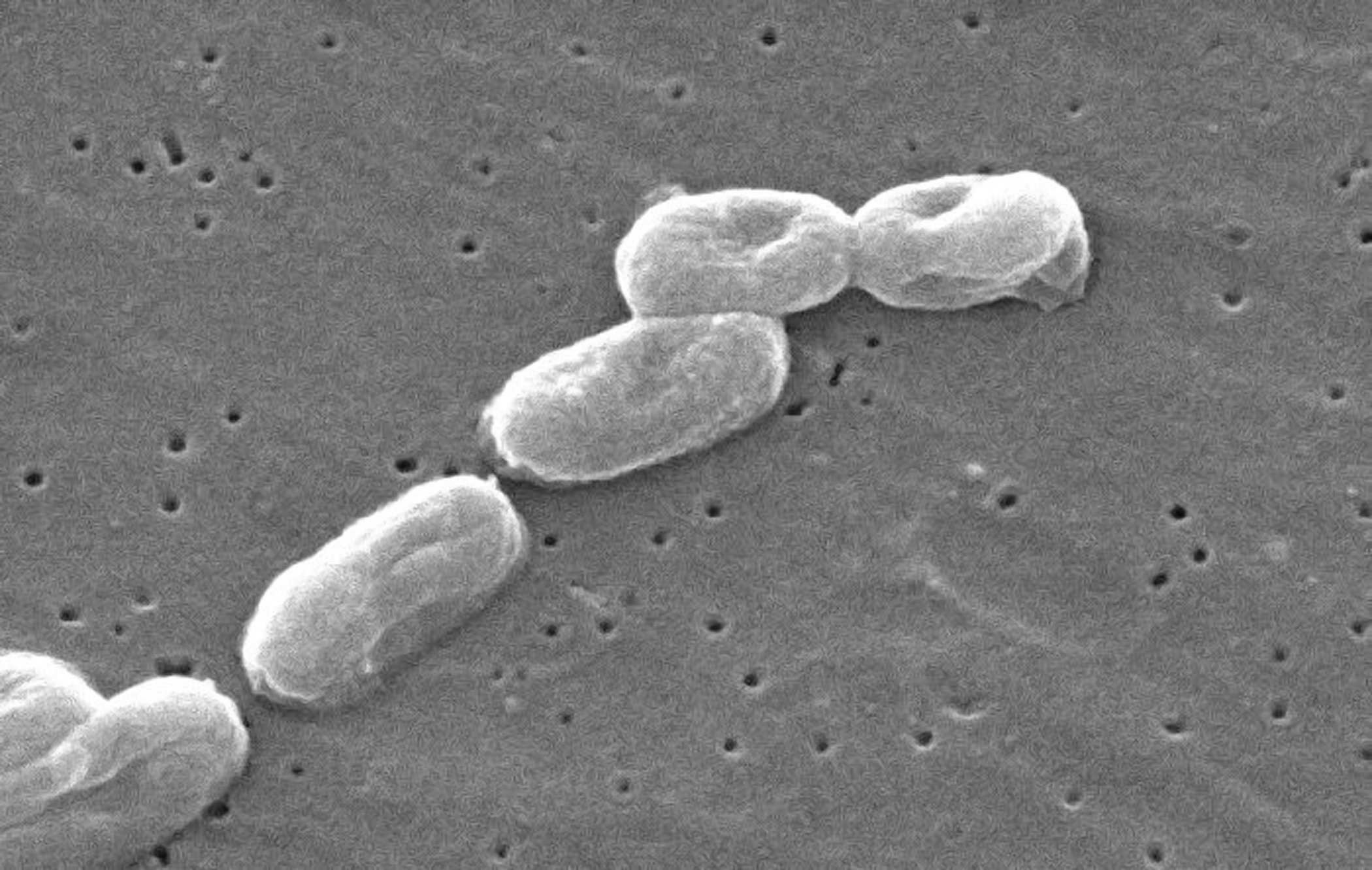
La reproducción es una característica básica de los seres vivos. En la parte superior de la figura se aprecia una bacteria reproduciéndose por fisión binaria.

Los seres vivos son capaces de multiplicarse (reproducirse). Mediante la reproducción se producen nuevos individuos semejantes a sus progenitores y se perpetúa la especie.
Los seres procariotas se reproducen asexualmente, en los eucariotas se observa dos tipos de reproducción:
- Asexual : En la reproducción asexual un solo organismo es capaz de originar otros organismos nuevos, que son copias exactas del progenitor desde el punto de vista genético. Un claro ejemplo de reproducción asexual es la división de una bacteria en dos bacterias idénticas genéticamente. No hay, por lo tanto, intercambio de material genético (ADN). Los seres vivos nuevos mantienen las características y cualidades de su progenitor.

- Sexual : La reproducción sexual requiere la intervención de dos individuos de sexos diferentes. Los descendientes serán resultado de la combinación del ADN de ambos progenitores y, por lo tanto, serán genéticamente distintos a los progenitores y en general también distintos entre sí. Esta forma de reproducción es la más frecuente en los organismos vivos multicelulares. En este tipo de reproducción participan dos células haploides originadas por meiosis, los gametos, que se unirán durante la fecundación.

## Adaptación
Las condiciones ambientales en que viven los organismos cambian, son dinámicas,  y los seres vivos deben adaptarse a estos cambios para sobrevivir.
El proceso por el que una especie se condiciona lenta o rápidamente para lograr sobrevivir ante los cambios ocurridos en su medio, se llama adaptación o evolución biológica. A través de la evolución, las poblaciones logran adaptarse al medio en el que se encuentran, para aumentar sus posibilidades de supervivencia.

## Virus

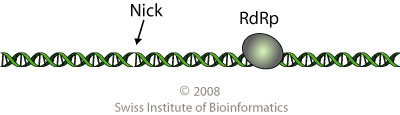
Estructura de un virus. Los virus no son células.

Actualmente queda superado el debate que consideraba a los virus como vivos. Los principales contrargumentos son que los virus no son células, por tanto no pueden cumplir las funciones vitales que definen la vida como, metabolismo, homeostasis, irritabilidad, desarrollo, reproducción, adaptación y autopoiesis. Los argumentos que se han usado para afirmar que los virus son vivos son que los virus son entidades complejas, esta ha sido la principal razón, se multiplican, tienen genes y evolucionan. Sin embargo estos argumentos pueden ser refutados fácilmente si se observa el comportamiento viral y se toma en cuenta datos evolutivos.
Para muchos científicos los virus se asemejan más a los elementos genéticos móviles como los plásmidos o transposones o a los agentes subvirales menos complejos: viroides y priones no considerados seres vivos. Los virus no son entidades complejas porque no tienen membranas celulares, cromosomas, ribosomas y orgánulos. Por el contrario, los virus son partículas inertes compuestas de un tipo de ácido nucleico (ARN o ADN) y proteínas. Partículas idénticas a los virus pero sin genoma, también se han detectado como orgánulos en las bacterias y arqueas, como los microcompartimientos bacterianos y los nanocompartimientos de encapsulina, que desempeñan funciones metabólicas y nutricionales. Además los virus cuando ingresan a la célula se desintegran totalmente, y se dividen en ácidos nucleicos y proteínas que comenzaran a ser pasados por el proceso de sintetización molecular del huésped (replicación). Una excepción a esto podrían ser los bacteriófagos de cola, que inyectan sus ácidos nucleicos y proteínas con su cola a través de la membrana celular para que estos sean sintetizado por el huésped. Por esta razón los virus se replican, pues los ácidos nucleicos virales son replicados en parte por las polimerasas, ribosomas y ARN mensajero del huésped. Este proceso se ha descrito como la "fábrica de viriones", porque se refiere a que los virus son fabricados por la maquinaria celular. Los virus se multiplican y evolucionan solamente en las células, sin ellas son materia orgánica inanimada. Algunos autores han argumentado que la "fábrica de viriones" es el estado vivo del virus, pero esto no puede tomarse en serio porque las fábricas de viriones pueden ser comparadas con las maquinarias de las fábricas industriales o con el proceso de multiplicación de sistemas químicos no biológicos, que no se consideran vivos. Las características de los virus dan lugar a una definición de vida muy simple, a menudo descrita como puramente informática.
También, los virus transfieren genes entre células, por lo que son un medio de transferencia genética horizontal, los virus, junto con los plásmidos y transposones, son los únicos medios de transferencia genética horizontal. En los últimos años se ha determinado relaciones filogenéticas entre virus y elementos genéticos móviles, por ejemplo una relación inesperada entre los virus retrotranscritos (Pararnavirae) y los retrotransposones, o una relación entre los plásmidos y la mayoría de los virus de ADN monocatenario (Monodnaviria). Esto demuestra que los virus evolucionaron de elementos genéticos móviles (virus retrotranscritos y virus de ADN) y, también, de elementos moleculares autorreplicantes que existían antes que las células (virus de ARN y viroides), pero no de células parasitarias como algunos eruditos propusieron. Algunos elementos genéticos móviles no virales también evolucionaron de virus como los transposones polintones, descendientes de los virus de ADN bicatenario de Varidnaviria. Por ello muchos científicos prefieren comparar mejor a los virus y agentes subvirales con los elementos genéticos móviles que con las células. Por lo tanto, existen pocas dudas de que los virus y los agentes subvirales son elementos genéticos móviles. Recientemente se han dividido a los elementos genéticos móviles en: elementos genéticos con cápsides (virus) y sin cápsides (los restantes).
Como último argumento, los virus no pueden incluirse en el árbol filogenético de la vida, porque no tienen ribosomas, a todos les falta un ácido nucleico, no tienen registro fósil, no existe ni un gen compartido entre la mayoría de los grupos virales ya que son de nueva síntesis, la mayoría de sus genes se mezclan con las de los organismos celulares y, por último, las partículas virales no tienen un ancestro en común, por tanto son un conjunto polifilético, es decir tienen varios orígenes.